# اوکوما، ناگانو
اوکوما، ناگانو (به لاتین: Ōkuwa, Nagano) یک منطقهٔ مسکونی در ژاپن است که در Kiso District واقع شده‌است. اوکوما ۲۳۴٫۴۷ کیلومترمربع مساحت و ۳٬۷۷۳ نفر جمعیت دارد.